# Stan strachu (саундтрек)
Stan strachu – альбом Ґжеґожа Цєховского під псевдонімом Obywatel G.C., виданий у 1989 році на студії звукозапису Polskie Nagrania „Muza”.
Тексти й музика всіх композицій: Ґжеґож Цєховскі
Аранжування: Ґжеґож Цєховскі та Рафал Пачковскі.
Режисура звуку: Рафал Пачковскі.
Організаційне керівництво - Єжи Толяк.
Запис відбувся в Studio S-4 у Варшаві в період з липня по серпень 1989 року.
Графічний проєкт - З. Подґурскі.
Фото - Пшемислав Сквірчиньскі.
Виробник: Сполучені Підприємства Розважальні - Варшава. Музика, фрагменти діалогів і звукових ефектів походять з фільму Stan strachu (Стан страху) в режисерії Януша Кійовского.
Додаткові композиції було долучено в рамках формування збірки Колекція.

## Список композицій

### Сторона A
1. "Spać, nic więcej" – 2:24
2. "Ja Kain ty Abel" – 7:20
3. "Miłość – rozmowy z ojcem" – 4:46
4. "Nie radzę ci teraz wychodzić" – 2:44
5. "Wigilia to święto rodzinne" – 4:13

### Сторона B
1. "Z rękami podniesionymi do góry" – 4:50
2. "Zabierz mnie tam" – 2:56
3. "Spokój, spokój, spokój" – 3:16
4. "Ani ja, ani ty" – 6:43
5. "Spokojne ulice" – 2:08

### Додаткові композиції, що були долучені в рамках формування збірки Колекція
1. "Czas w więzieniu" – 3:22
2. "Rozmowa z ojcem" – 3:03
3. "Ucieczka" – 3:53
4. "Kolęda" – 4:14
5. "Fragment miłosny" – 2:35
6. "Depozyt" – 5:26
7. "Taniec" – 1:58
8. "Poranna wiadomość" – 3:15

## Музиканти
- Ґжеґож Цєховскі – клавішні інструменти, вокал, музика, тексти, аранжування, монтаж діалогів та спецефектів
- Славомір Півовар – клавішні інструменти, програмування інструментів
- Малґожата Потоцка – вокал

### сесійно
- Уршула – вокал
- Станіслав Зибовскі – гітара (A2, B4)

## Видавництва
- 1989 – Polskie Nagrania „Muza” (LP – SX 2851)
- 1989 – Polskie Nagrania Muza (MC – CK 963)
- 2004 – Pomaton EMI (CD – 8752012) альбом, виданий в збірці Колекція

## Зовнішні посилання
- Обкладка [Архівовано 21 лютого 2014 у Wayback Machine.]